# Tony Evers
Tony "Duke" Evers è un personaggio immaginario della saga di Rocky, interpretato da Tony Burton.

## Storia

### Rocky
Tony è l'allenatore del campione del mondo dei pesi massimi Apollo Creed. Dopo l'infortunio che ha colpito l'avversario designato del campione lo sconsiglia, durante la ricerca di un pugile sconosciuto, di incontrare un avversario mancino e successivamente rimane impressionato dalla grinta di Rocky Balboa, dopo averlo visto allenarsi colpendo un quarto di bue in una cella frigorifera. Durante l'incontro tra i due, rilevando la capacità di resistenza di Rocky, consiglierà Apollo di chiudere in fretta l'incontro e, prima dell'ultimo round, viste le condizioni del campione, arriverà a pensare di gettare la spugna, venendone tuttavia impedito da Apollo.

### Rocky II
Tony è ancora l'allenatore di Apollo e cerca di convincerlo ad evitare di incontrare nuovamente Rocky, a dispetto del desiderio di Apollo che, condizionato da un'opinione pubblica che avrebbe visto più giusto un pareggio, vorrebbe organizzare un nuovo incontro, allo scopo di dimostrare che il risultato è stato unicamente dovuto all'avere preso sottogamba l'avversario. Durante il secondo incontro Apollo mantiene il vantaggio ai punti, pur non riuscendo a mettere KO Rocky, e Tony cerca di convincerlo a conservarlo mantenendo la distanza ma il desiderio del campione di mettere al tappeto l'avversario prevarrà, portandolo alla sconfitta.

### Rocky III
Tony allena giovani pugili in una vecchia palestra di Los Angeles ma, dopo il tremendo KO subito da Rocky ad opera di Clubber Lang e la morte di Mickey Goldmill, lavorerà con lui insieme ad Apollo per aiutare il vecchio campione a riprendersi il titolo, utilizzando metodi di allenamento completamente diversi e riuscendo nell'impresa.

### Rocky IV
Tony, a seguito della morte di Apollo ad opera di Ivan Drago durante un incontro di esibizione a Las Vegas, diverrà l'allenatore ufficiale di Rocky e lo allenerà per sfidare il pugile sovietico in un incontro a Mosca.

### Rocky V
In questo film, Tony compare brevemente solo all'inizio del film, quando rientra dalla Russia insieme a Rocky, Adriana e Paulie Pennino.

### Rocky Balboa
Tony, diciannove anni dopo il ritiro di Rocky, torna ad allenarlo per un incontro di esibizione, da disputare contro l'attuale campione del mondo Mason Dixon, concentrando l'allenamento, vista l'età di Rocky, sulla sua restante forza fisica e potenza dei colpi, tralasciando velocità ed agilità. Al termine dell'incontro, festeggerà Rocky, a dispetto della sconfitta, celebrando insieme a Paulie ed al figlio la sua lunghissima carriera.